# Raffles (1939)
Raffles (bra: Raffles; prt: Raffles, o Gatuno Elegante) é um filme estadunidense de 1939, dos gêneros comédia romântica e drama criminal, dirigido por Sam Wood, e estrelado por David Niven e Olivia de Havilland. O roteiro de John Van Druten e Sidney Howard foi baseado no conto "Gentlemen and Players" (1898), presente na coleção de contos "The Amateur Cracksman" (1899), de E. W. Hornung.

## Sinopse
Arthur J. Raffles (David Niven) é um ladrão cavalheiro com uma queda por arte e joias. Seu mais recente golpe foi roubar uma pintura da Galeria Nacional de Arte, algo que virou manchete dos jornais. Depois de conhecer Gwen (Olivia de Havilland), a irmã de seu antigo colega de escola, ele se transforma em um novo homem. Acontecimentos levam a Scotland Yard a acreditar que Kitty (May Whitty) e George Melrose (Lionel Pape) são as próximas vítimas de Raffles, o que faz o inspetor Mackenzie (Dudley Digges) começar um jogo de gato e rato para protegê-los.

## Elenco
- David Niven como Arthur J. Raffles
- Olivia de Havilland como Gwen Manders
- May Whitty como Kitty Melrose
- Dudley Digges como Inspetor Mackenzie
- Douglas Walton como Bunny Manders
- E. E. Clive como Barraclough, mordomo de Raffles
- Lionel Pape como George Melrose
- Peter Godfrey como Harry Crawshay
- Gilbert Emery como Bingham
- Hilda Ploughright como Wilson, dama de companhia de Kitty
- Margaret Seddon como Maud Holden
- Leyland Hodgson como Bobby

Não-creditados
- Leonard Carey como Secretária de Bingham
- James Finlayson como Hansom, motorista de táxi

## Material de origem
Existem várias diferenças entre o filme e os contos de Hornung. O enredo se inspirou no conto "Gentlemen and Players" (1898) em sua inclusão do inspetor Mackenzie, o cenário em uma casa de campo e a centralidade de um roubo de colar. Bunny Manders, descrito como filho único nos contos, tem uma irmã chamada Gwen, que é o interesse amoroso de Raffles.
Essa versão foi fortemente baseada no filme homônimo de 1930, estrelado por Ronald Colman. A produção foi tão inspirada na adaptação anterior como parte de uma estratégia maior que planejava refazer os filmes de Colman com Niven como o protagonista.

## Produção

### Roteiro
Por ser o escritor do roteiro do filme de 1930, Sidney Howard recebeu crédito como coautor ao lado de John Van Druten. Howard morreu quatro meses antes do lançamento da produção. F. Scott Fitzgerald também supostamente trabalhou no roteiro, como é mencionado por Niven em seu segundo livro de memórias, mas Niven sugere que Fitzgerald poderia realmente estar trabalhando em seu romance final – "The Last Tycoon".

### Filmagens
Olivia de Havilland, sob contrato com a Warner Bros. na época, foi emprestada a Goldwyn para estrelar o filme em abril de 1939.
Como a Segunda Guerra Mundial havia começado durante as filmagens e Niven era um cidadão britânico, existiam rumores de que o projeto teria que ser suspenso caso o ator fosse convocado para o exército. Em outubro de 1939, devido a um cronograma acelerado, as filmagens foram concluídas e, então, Niven partiu para a Inglaterra. Houve rumores de que haveria uma sequência quando Niven retornasse aos Estados Unidos, mas a ideia nunca foi concretizada.